# Glassnote Records
Glassnote Records è un'etichetta discografica indipendente fondata dall'imprenditore statunitense Daniel Glass nel 2007. L'etichetta è distribuita dalla RED Distribution, associazione appartenente alla Sony Music. Nel 2011 è stata nominata da Rolling Stone come miglior etichetta indie.

## Artisti correlati
- Childish Gambino
- Givers
- Justin Nozuka
- Kele
- Oberhofer
- Mumford & Sons
- Phoenix
- Royal Bangs
- Secondhand Serenade
- The Temper Trap
- Two Door Cinema Club
- Daughter
- Robert DeLong
- Everlea
- Blowing Trees
- I Hate Kate
- Jonas Sees in Color
- Jade Bird